# Craugastor augusti
Craugastor augusti là một loài ếch thuộc họ Craugastoridae. Loài này có ở México và Hoa Kỳ.
Môi trường sống tự nhiên của chúng là rừng ôn đới, rừng khô nhiệt đới hoặc cận nhiệt đới, vùng cây bụi ôn đới, vùng cây bụi khô khu vực nhiệt đới hoặc cận nhiệt đới, và sa mạc ôn đới.